# Лейцингер, Яков Иванович
Я́ков Ива́нович Ле́йцингер (нем. Jakob Johann Leizinger; 15 [27] марта 1855, Спасское — 2 [15] сентября 1914, Петроград) — архангельский городской голова (1903—1914), известный фотограф.

## Биография
Родился в 1855 году в небольшом селе Спасское Вологодского уезда Вологодской губернии, в семье выходца из Швейцарии. Его дед, Якоб Иоганн, в 1832 году был приглашен череповецким помещиком Львом Гальским в село Кириллово, для того чтобы наладить там производство сыра, аналогичное знаменитому швейцарскому. Яков рано остался без родителей и осиротевшего мальчика взяла на воспитание семья Гальских. Через некоторое время они устроили его на обучение в Вологодскую гимназию.
В Вологде впервые познакомился с фотографией и, решив посвятить ей свою судьбу, оставил учёбу, поступив учеником в фотосалон. В 1875—1877 годах находился на армейской службе, отбывая её писарем в унтер-офицерском звании в Каспийском полку, дислоцировавшимся под Санкт-Петербургом. По завершении службы вернулся в Вологду, где открыл собственное фотодело. В 1881 году перебрался в Архангельск, где также, подав прошение архангельскому губернатору П. А. Полторацкому и получив 29 декабря 1882 года разрешение на производство фоторабот, открыл свой павильон, который пристроил к собственному дому. В 1884 году Якову Лейцингеру было позволено фотографировать по всей территории Архангельской губернии.

## Общественная деятельность

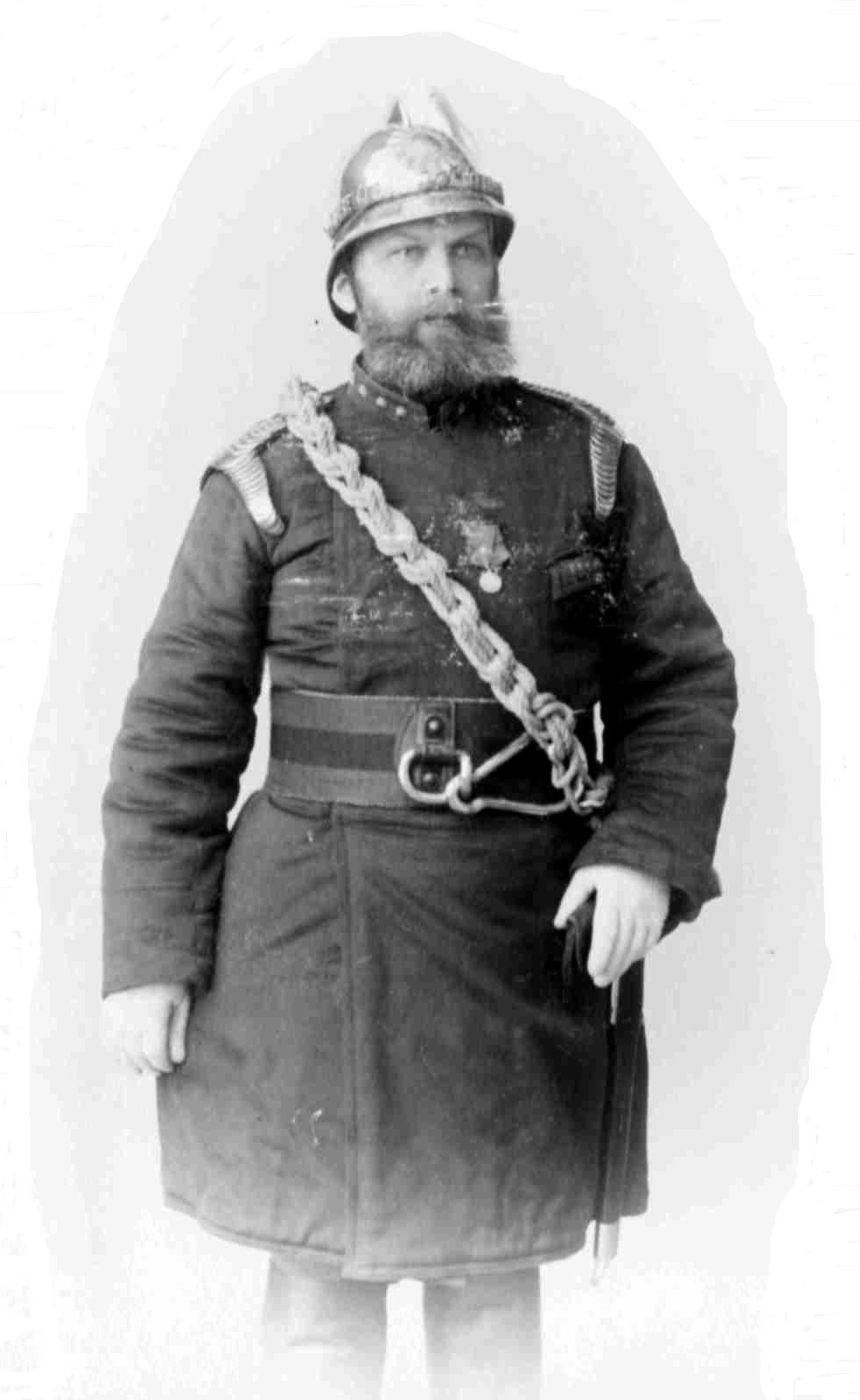
Яков Лейцингер — огнеборец

В 1894 году стал начальником вольного пожарного общества, помогавшего городской пожарной дружине. За время его работы была улучшена работа пожарного обоза, создана пожарная сигнализация. Город по достоинству оценил его заслуги на «огнеборческом поприще», наградив серебряной медалью на ленте ордена святой Анны и почетной пожарной каской.
В 1897 году был избран гласным Архангельской городской думы. В это время активно участвовал в работе многих комиссий по улучшению городского хозяйства, c 1898 года входил в Попечительский совет Архангельского публичного музея. С 1902 года Яков Лейцингер был старостой Михайло-Архангельской церкви. С 1903 года был почётным мировым судьёй Архангельской губернии. В 1903 году городская дума избрала его на пост городского головы. Лейцингер избирался на эту должность четыре раза подряд. Оставаясь на этой должности 11 лет (вплоть до своей смерти в 1914 году), он смог увеличить городские доходы в два раза, построить несколько школ, два приёмных покоя, амбулаторию, проложить водопровод, провести много других работ по благоустройству города. Именно при нём было начато строительство городской электростанции и закладка трамвайных путей. В 1908 году получил звание личного почётного гражданина.

## Фотография

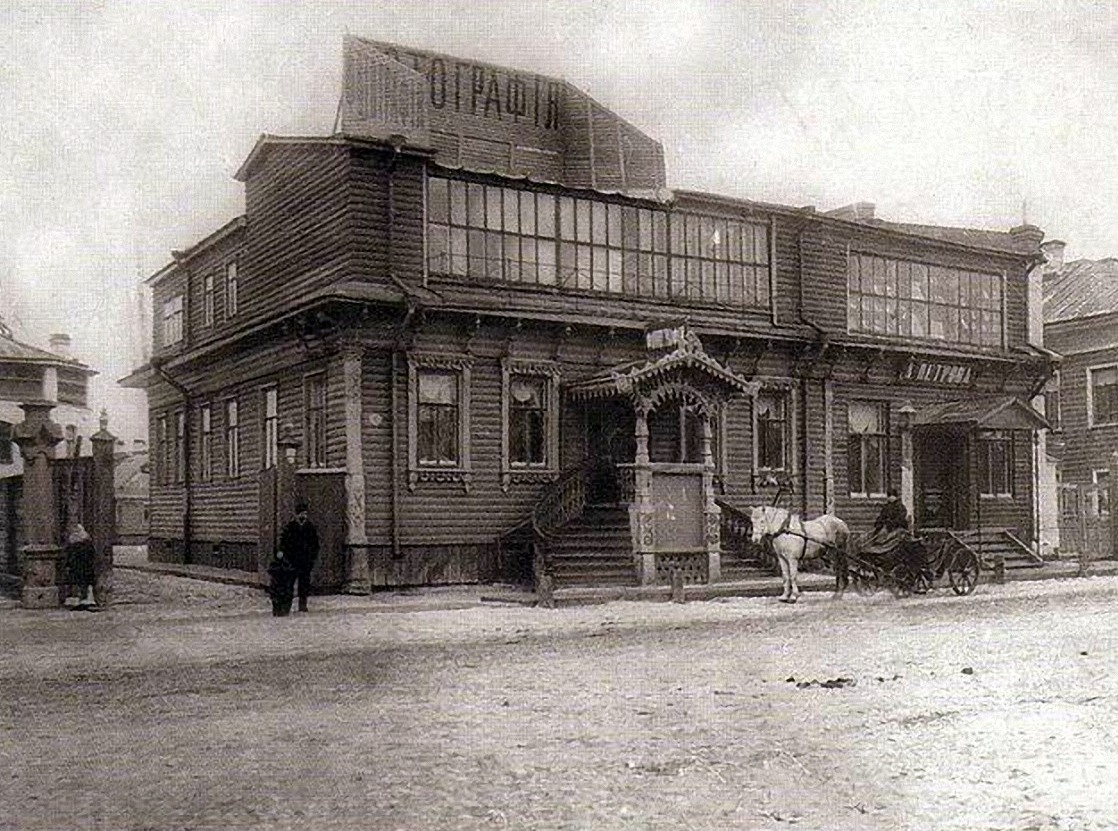
Фотография Якова Лейцингера на Среднем (Псковском) проспекте. Начало XX века

Фотостудия Якова Лейцингера, открытая им на Среднем (Псковском) проспекте (ныне — улица Чумбарова-Лучинского), пользовалась большой популярностью у жителей города. Практически у каждого состоятельного архангелогородца хранились в семейном альбоме фотографии, сделанные в его салоне. В 1884 году он получил исключительные права на съёмки в городе и по всей губернии, так как в то время на это требовалось особое разрешение.
В 1885 году, ещё не будучи городским головой, Я. Лейцингер был приглашён губернатором А. П. Энгельгартом в поездку по отдалённым уездам Архангельской губернии. Во время этой экспедиции, прошедшей через весь Кольский полуостров, исследовавшей Печору, Мезень, Пинегу, посетившей Новую Землю, запечатлел быт многих коренных народов севера: поморов, ненцев, саамов, их промыслов и становищ, сфотографировал виды Мурманского побережья, Печенги, Кандалакши, Умбы, Княжей Губы, Колы. Часть этих фотоснимков стала иллюстрациями в книге Энгельгадта «Русский Север. Путевые записки». Другие фотографии Я. Лейцингер впоследствии издал в Москве в виде открыток, пользовавшихся настолько большой популярностью, что некоторые зарубежные фирмы взялись за их переиздание.
Другой архангельский губернатор И. В. Сосновский также несколько раз приглашал известного фотографа в поездки по губернии, результатом которых стало множество фотографий Карелии, Печорского края, Ухты, запечатлевшие быт обитавших там народов: русских, ненцев, лопарей, коми. Я. Лейцингер несколько раз посещал Соловки, сфотографировав не только внешний вид Соловецкого монастыря, но и утраченные впоследствии его интерьеры (библиотеку, ризницу, арсенал и пр.), быт монахов и трудников.
Сохранилось большое количество снимков видов Архангельска, сделанных фотографом. Фотограф делал панорамные снимки города с трёх точек: с соборной колокольни, башни городской думы и пожарной каланчи.
В 1909 году по инициативе Якова Лейцингера было создано Архангельское фотографическое общество (АФО). В 1910 и 1913 годах АФО были организованы фотографические выставки.

## Семья

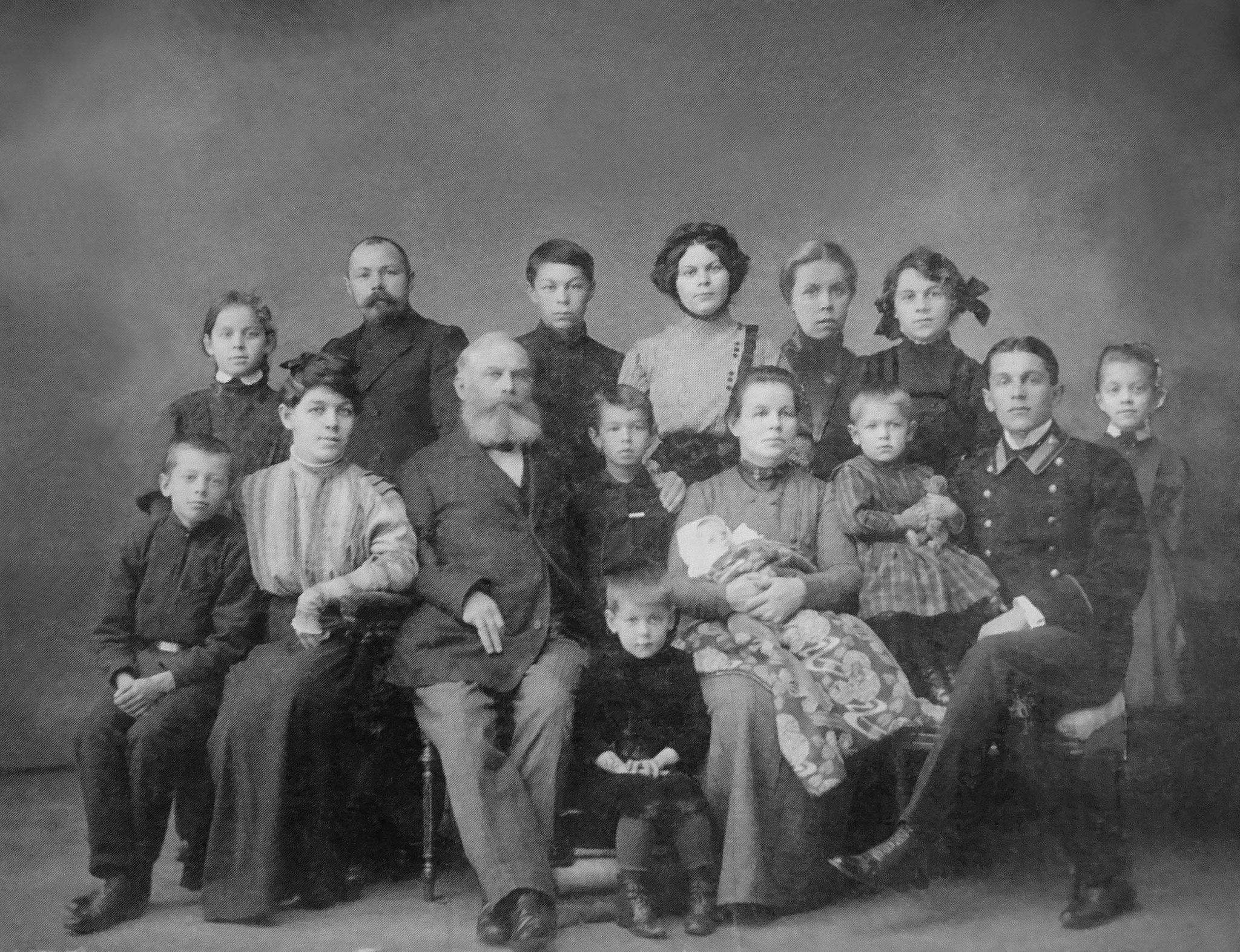
Сидят (слева направо): Аркадий, Нина, Яков Иванович, Вадим, Лена, Александра Асикритовна, у неё на руках Иван, Марина, Вячеслав. Стоят: Лидия, Н. И. Баранов (муж Нины), Игорь, Ольга, Евгения, Анна, Александра. 5 октября 1910 года.

- Жена — Александра Асикритовна Лейцингер, урождённая Громова[5] (1863[6]—1936), уроженка Вологды, в браке с Яковом Ивановичем родила 13 детей[7] (1863[6], вела домашнее хозяйство[8]
  - Дочь — Нина Яковлевна в замужестве Баранова (1885, Архангельск — 1964, Пушкин, Ленинградской области), жена фотографа Николая Ивановича Баранова, возглавившего дело после избрания Я. И. Лейцингера гласным городской думы[5].
  - Сын — Вячеслав Яковлевич (1888—1938), юрист, женат на Гертруде Рудольфовне, урождённой Пец (21.05. 1889—7.08.1959), у них двое детей: Наталья и Лев[9]. Вячеслав арестован 22 ноября 1937 года по «делу Виклюнда» по ст. 58-6 УК РСФСР. Погиб во время следствия 13.03.38 года. Реабилитирован 2 января 1957 года[8][10].
  - Дочь — Ольга Яковлевна в замужестве Квятковская, жена политического ссыльного, члена Учредительного собрания М. Ф. Квятковского[8].
  - Дочь — Евгения Яковлевна в замужестве Бустрем, её муж В. В. Бустрем (6 января 1883, Кемь, Архангельская губерния — 13 февраля 1943, Москва)[8], социал-демократ, политический ссыльный, впоследствии сотрудник советской разведки.
  - Дочь — Анна Яковлевна в замужестве Флоровская, муж Георгий Федорович Флоровский (1894—1961), статистик Архангельского Губстатбюро[11].
  - Сын — Игорь Яковлевич (1895—1943), лётчик, награждён 2-мя Орденами Красного знамени, арестован НКВД в 1938 году, в 1939 году отпущен, а в 1943 году умер от сердечного приступа, жена Капитолина Алексеевна (в девичестве Знатнова), уроженка Харькова, у них сын Андрей[8].
  - Дочь — Лидия Яковлевна, замужем за Артемием Михайловичем Захаровым (1902—?)[12]
  - Дочь — Александра Яковлевна
  - Сын — Аркадий Яковлевич (1898—1938) сотрудник «Севгосморпароходства». Арестован 23 февраля 1938 по «делу Виклюнда» по ст. 58-6 ч. 1 УК РСФСР, приговорён «Тройкой» уНКВД по Северной области к ВМН. Расстрелян 31 ноября 1938 года. Реабилитирован 28 мая 1956 года[8][13].
  - Сын — Вадим Яковлевич (1904—1942), окончил Архангельское механическое училище, работал на Ленинградском кораблестроительном заводе. Две дочери — Алла (1928 г.р.) и Рената (1933 г.р.) эвакуированы[14][a]. Погиб в блокаду в феврале 1942 года[8][15].
  - Дочь — Марина Яковлевна (1904—?), помогала в фотосалоне сначала отцу, затем сестре Н. Я. Барановой и её мужу Н .И. Баранову. Переехала с мужем в Самару (Куйбышев)[5].
  - Дочь — Елена Яковлевна Лейцингер (1906, Архангельск — июль 1992, Москва), фотограф, ретушер, в 1932 переехала вместе с матерью в Москву, работала в фотографии в Столешниковом переулке[5].
  - Сын — Иван (1910—?)[5], вероятно, скончался до начала 1920-х годов.

## Награды
- Медаль «От Министерства государственных имуществ» на губернской выставке 1884 года.
- Медаль Всероссийской юбилейной фотографической выставки 1889 года в Москве.
- Медаль Императорского русского географического общества.

## Память
- В Архангельске именем Якова Ивановича Лейцингера названа Средняя школа № 14.
- 27 июня 2024 года в Архангельске был открыт памятник (стела-барельеф) Якову Лейцингеру.

## Комментарии
1. ↑  По другим сведениям старшую дочь звали не Алла, а Элеонора[8].